# Parlement provincial du Jiangxi
 (juillet 2013).
Si vous disposez d'ouvrages ou d'articles de référence ou si vous connaissez des sites web de qualité traitant du thème abordé ici, merci de compléter l'article en donnant les références utiles à sa vérifiabilité et en les liant à la section « Notes et références ».
Le Parlement provincial du Jiangxi (en chinois 江西省議會) était la législature suprême du Jiangxi entre 1912 et 1924.
Le parlement fut créé le 1er février 1912 sur la base du Bureau consultatif provincial du Jiangxi (江西省諮議局). Après avoir tenu trois congrès en 1912, 1918 et 1921, le parlement fut dissous à cause de nombreuses guerres pendant l'Expédition du Nord et d'autres raisons politiques.